# Леоція
Леоція (Leotia) — рід грибів родини Leotiaceae. Назва вперше опублікована 1794 року.

## Поширення та середовище існування
В Україні зростає леоція слизька (Leotia lubrica).

## Галерея

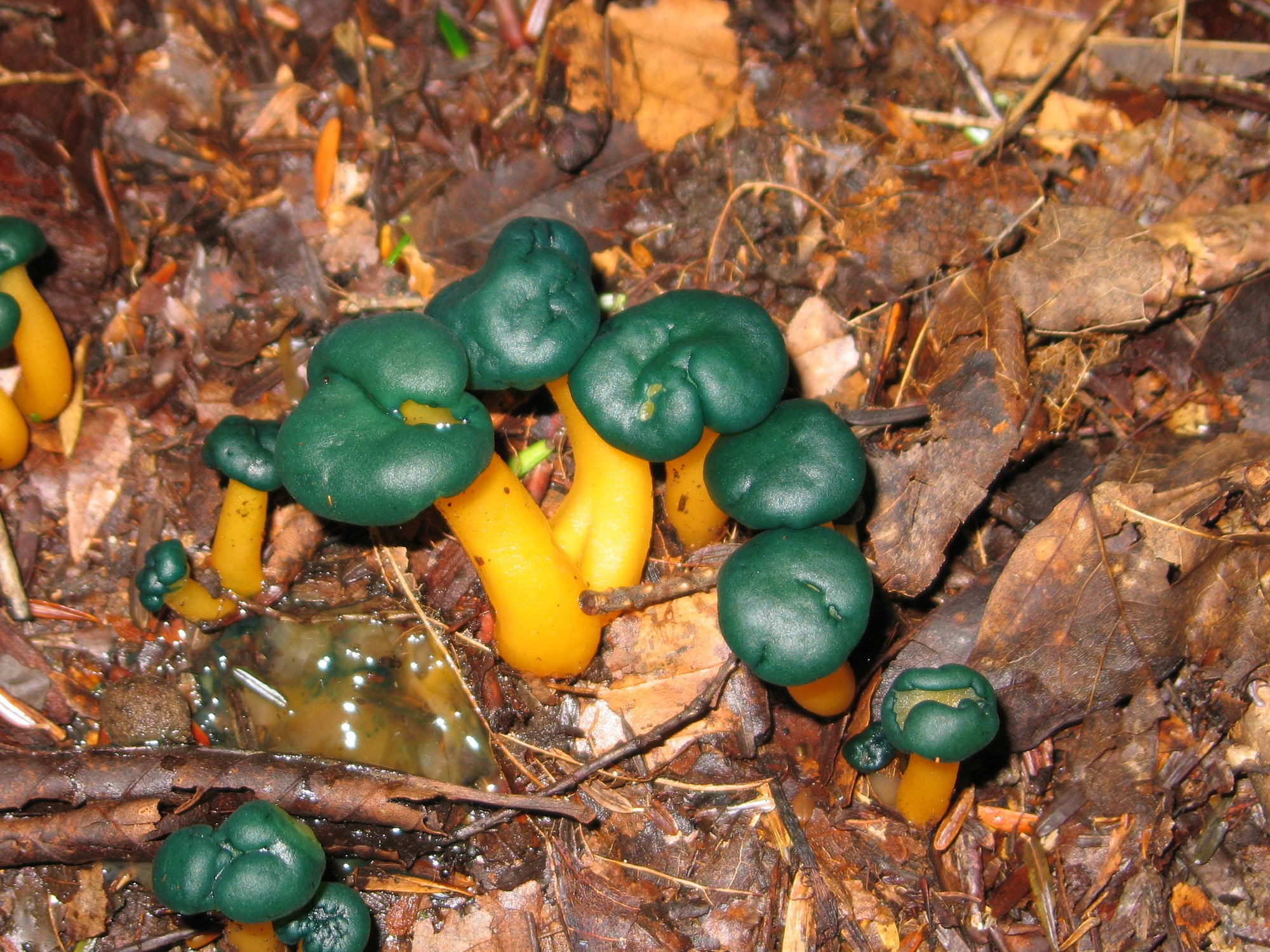
Leotia viscosa
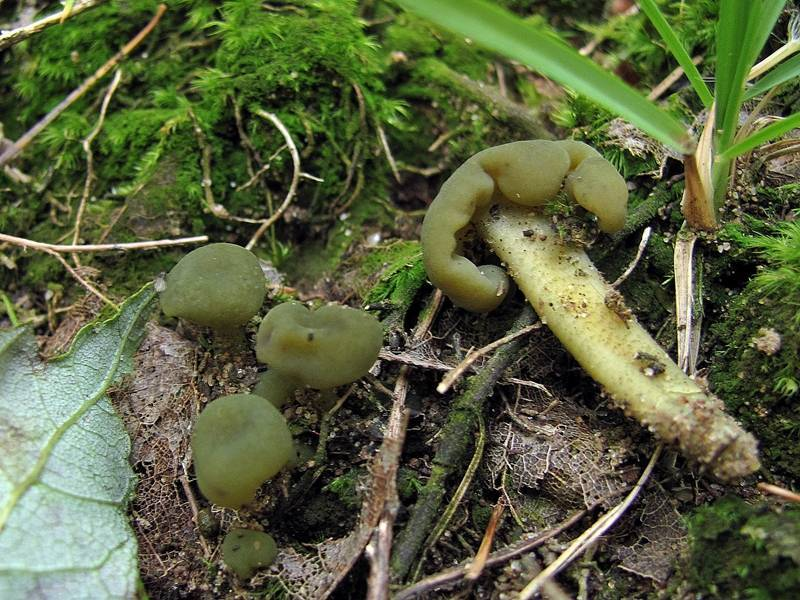
Leotia atrovirens
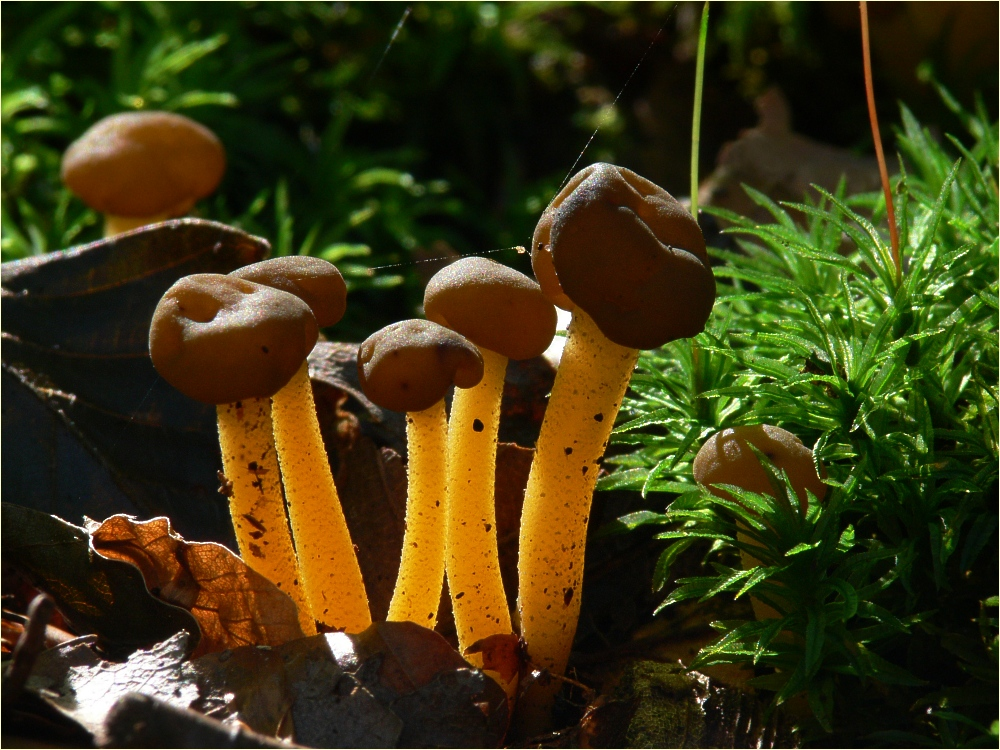
Leotia lubrica